# Symphytocarpus trechisporus
Symphytocarpus trechisporus (Berk. ex Torrend) Nann.-Bremek. – gatunek śluzowców.

## Systematyka i nazewnictwo
Pozycja w klasyfikacji według Index Fungorum:  Symphytocarpus, Stemonitidaceae, Stemonitida, Incertae sedis, Myxogastrea, Mycetozoa, Amoebozoa, Protozoa.
Pozycja według Index Fungorum: Stemonitidae, Stemonitida, Columellinia, Myxogastrea, Mycetozoa, Amoebozoa, Protozoa.
Po raz pierwszy takson ten opisali w 1908 r. Miles Joseph Berkeley i Camille Torrend nadając mu nazwę Stemonitis fusca var. trechispora. Obecną nazwę nadali mu John Axel Nannfeldt i Neeltje Elizabeth Bremekamp w 1967 r.

## Charakterystyka
Plazmodium białe. Psaeudozrosłozarodnie o wysokości 3–7 mm, czarne. Zarodnie siedzące lub prawie siedzące, połączone podstawami. Kolumelle czarne, smukłe, kręte, nie sięgające wierzchołka. Włośnia nieregularna, luźna, z nieregularną siatką powierzchniową. Zarodniki fioletowo-brązowe, średnicy 12–14 µm. w tym otoczka 0,5 µm, wydatnie, nieregularnie pasmowo-siatkowata, tworząca 8–10 oczek na całej średnicy.
Symphytocarpus trechisporus spotykany jest głównie na siedliskach wilgotnych, na mchu torfowcu i płonniku. Odnotowano go również na drewnie tulipanowca. Jest gatunkiem rzadkim. W Polsce stwierdzono jego występowanie na kilku stanowiskach.